# 中华人民共和国海关关衔
中华人民共和国海关关衔，是区分中华人民共和国海关关员等级、表明海关关员身份的称号和标志。现行关衔于2003年设立，共分五等十三级。

## 发展历史
- 2003年2月28日，第九届全国人民代表大会常务委员会第三十二次会议通过了《中华人民共和国海关关衔条例》，江泽民主席以中华人民共和国主席令第八十五号颁布实施。
- 2003年7月8日，国务院第十四次常务会议通过了《海关关衔标志式样和佩带办法》，温家宝总理以中华人民共和国国务院令第三百八十四号颁布实施。
- 2003年8月4日，中华人民共和国海关总署正式下发《首次评定授予关衔办法》。9月12日国务院举行授予关衔仪式，为海关总监、副总监和一、二级关务监督代表共277人颁发授衔命令证书。
- 全国海关首次授予关衔总人数为32236人。2003年10月1日全国海关工作人员正式佩戴衔级标志上岗工作。

## 衔级设定
关衔的等级设置为五等十三级：
- 一等：海关总监、海关副总监；
- 二等：一级关务监督、二级关务监督、三级关务监督；
- 三等：一级关务督察、二级关务督察、三级关务督察；
- 四等：一级关务督办、二级关务督办、三级关务督办；
- 五等：一级关务员、二级关务员。

## 授予对象
关衔的授予以海关工作人员现任职务、德才表现、任职时间和工作年限为依据。二级关务督察以下关衔的海关工作人员，在其职务等级编制关衔幅度内，按照规定的期限晋级；一级关务督察以上关衔的海关工作人员，在职务等级编制关衔幅度内，根据德才表现和工作实绩实行选升。
- 海关总监、海关副总监、一级关务监督、二级关务监督由国务院总理批准授予；
- 三级关务监督至三级关务督察，由海关总署署长批准授予；
- 海关总署机关及海关总署派出机构的一级关务督办以下的关衔由海关总署政治部主任批准授予；
- 各直属海关、隶属海关的一级关务 督办 以下的关衔由各直属海关关长批准授予。

## 关衔标志
海关总监、海关副总监关衔标志由橄榄叶环绕的海关关徽和五角星下衬五边形的星花组成；关务监督关衔标志由橄榄叶、星花和海关关徽组成；关务督察、关务督办、关务员关衔标志由横杠、星花和海关关徽组成。海关关衔标志为金色。